# Diablo (seria gier komputerowych)
Diablo – seria gier komputerowych z gatunku hack and slash wyprodukowanych i wydanych przez firmę Blizzard Entertainment.

## SeriaDiablo
- Diablo – 31 grudnia 1996[1]
  - Diablo: Hellfire – 15 września 1997[2]
- Diablo II – 29 czerwca 2000[3]
  - Diablo II: Pan Zniszczenia – 29 czerwca 2001[4]
- Diablo III – 15 maja 2012[5]
  - Diablo III: Reaper of Souls – 25 marca 2014[6]
  - Diablo III: Przebudzenie Nekromantów – 27 czerwca 2017[7]
- Diablo II: Resurrected – 23 września 2021[8]
- Diablo: Immortal – 2 czerwca 2022[9]
- Diablo IV – 5 czerwca 2023[10]
  - Diablo IV: Vessel of Hatred – 8 października 2024[11]

## Książki
| Data wydania                                                                     | Autor | Tytuł oryginalny                                 | Tytuł polski                                         | Wydawnictwo w Polsce |
| Związane z Diablo II                                                             | Związane z Diablo II                                                                                       | Związane z Diablo II                             | Związane z Diablo II                                 | Związane z Diablo II |
| -------------------------------------------------------------------------------- | --- | ------------------------------------------------ | ---------------------------------------------------- | -------------------- |
| USA: 31 października 2000 (online) PL: niewydany                                 | Robert B. Marks                                                                                            | Demonsbane                                       | Plaga demonów (nieoficjalny)                         | –                    |
| USA: 1 maja 2001 PL: 2001                                                        | Richard A. Knaak                                                                                           | Diablo: Legacy of Blood (Part 1)                 | Diablo: Dziedzictwo krwi (Część 1)                   | ISA                  |
| USA: 9 listopada 2001                                                            | Phil Amara                                                                                                 | Diablo: Tales of Sanctuary                       | niewydany                                            | –                    |
| USA: 2 kwietnia 2002 PL: 2002                                                    | Mel Odom                                                                                                   | Diablo: The Black Road (Part 2)                  | Diablo: Czarna Droga (Część 2)                       | ISA                  |
| USA: 30 lipca 2002 PL: 2003                                                      | Richard A. Knaak                                                                                           | Diablo: The Kingdom of Shadow (Part 3)           | Diablo: Królestwo Cienia (Część 3)                   | ISA                  |
| USA: 27 grudnia 2005 PL: 29 listopada 2006                                       | Richard A. Knaak                                                                                           | Diablo: Moon of the Spider                       | Diablo: Pajęczy Księżyc                              | ISA                  |
| USA: 26 września 2006 PL: 24 września 2014                                       | Richard A. Knaak                                                                                           | The Sin War. Book One: Birthright                | Wojna grzechu. Księga pierwsza: Prawo krwi           | Insignis             |
| USA: 27 marca 2007 PL: 17 czerwca 2015                                           | Richard A. Knaak                                                                                           | The Sin War. Book Two: Scales of the Serpent     | Wojna grzechu. Księga druga: Smocze łuski            | Insignis             |
| USA: 25 września 2007 PL: 3 lutego 2016                                          | Richard A. Knaak                                                                                           | The Sin War. Book Three: The Veiled Prophet      | Wojna grzechu. Księga trzecia: Fałszywy prorok       | Insignis             |
| USA: 8 lipca 2008 PL: 4 października 2013(dts) (Część 1) PL: niewydany (Część 2) | Richard A. Knaak, Mel Odom, Robert B. Marks                                                                | Diablo: Archive                                  | Diablo: Archiwum – Księga I                          | Fabryka Słów         |
| PL: 29 września 2021(dts)                                                        | Richard A. Knaak                                                                                           | –                                                | Diablo: Wojna grzechu                                | Insignis             |
| Związane z Diablo III                                                            | |                                                  |                                                      |                      |
| USA: 23 listopada 2011                                                           | Aaron Williams, Joseph Lacroix (ilustracje)                                                                | Diablo III: Sword of Justice                     | niewydany                                            | –                    |
| USA: 13 grudnia 2011 PL: 15 października 2019                                    | Praca zbiorowaFlint Dille, Glenn Rane, Doug Gregory, Jeremy Cranford (pod pseudonimem: Deckard Cain)       | Diablo III: Book of Cain                         | Księga Caina. Diablo 3                               | CDP                  |
| USA: 15 maja 2012 PL: 27 czerwca 2012                                            | Kenyon Nate                                                                                                | Diablo III: The Order                            | Diablo 3: Zakon                                      | Fabryka Słów         |
| USA: 27 listopada 2012 PL: 5 czerwca 2013                                        | Praca zbiorowa Micky Neilson, Cameron Dayton, Matt Burns, Michael Chu, Matt Burns, James Waugh, Erik Sabol | Diablo III: Heroes Rise, Darkness Falls          | Diablo 3: Gdy zapada ciemność, rodzą się bohaterowie | Fabryka Słów         |
| USA: 22 października 2013 PL: 18 listopada 2019                                  | Matt Burns                                                                                                 | Diablo III: Book of Tyrael                       | Księga Tyraela. Diablo 3                             | CDP                  |
| USA: 27 lutego 2014 PL: 19 marca 2014                                            | Kenyon Nate                                                                                                | Diablo III: Storm of Light                       | Diablo 3: Nawałnica światła                          | Insignis             |
| USA: 21 kwietnia 2014 (online)                                                   | Micky Neilson                                                                                              | Diablo III: Morbed                               | niewydany                                            | –                    |
| USA: 4 grudnia 2018 PL: 11 lutego 2019                                           | Robert Brooks, Matt Burns                                                                                  | Book of Adria: A Diablo Bestiary                 | Bestiariusz Diablo. Księga Adrii                     | CDP                  |
| USA: 3 listopada 2019                                                            | Jake Gerli, Robert Brooks                                                                                  | The Art of Diablo                                | niewydany                                            | –                    |
| Związane z Diablo IV                                                             | |                                                  |                                                      |                      |
| USA: 18 października 2022                                                        | Adam Foshko, Brian Evenson, Courtney Alameda, Delilah Dawson, Matt Kirby                                   | Diablo: Tales from the Horadric Library          | niewydany                                            | –                    |
| USA: 18 kwietnia 2023                                                            | Matthew J. Kirby                                                                                           | Diablo: Book of Lorath                           | niewydany                                            | –                    |
| USA: 13 czerwca 2023                                                             | John Arcudi, Geraldo Borges                                                                                | Diablo: Legends of the Barbarian Bul-Kathos      | niewydany                                            | –                    |
| USA: 24 października 2023                                                        | brak danych                                                                                                | Diablo: The Official Cookbook                    | niewydany                                            | –                    |
| USA: 7 listopada 2023                                                            | Matt Burns, Robert Brooks, Matthew J Kirby                                                                 | Diablo: Horadric Vault - The Complete Collection | niewydany                                            | –                    |